# Moravecia
Moravecia es un género de hongos de la familia Pyronemataceae.